# Liste der Stolpersteine in Markranstädt

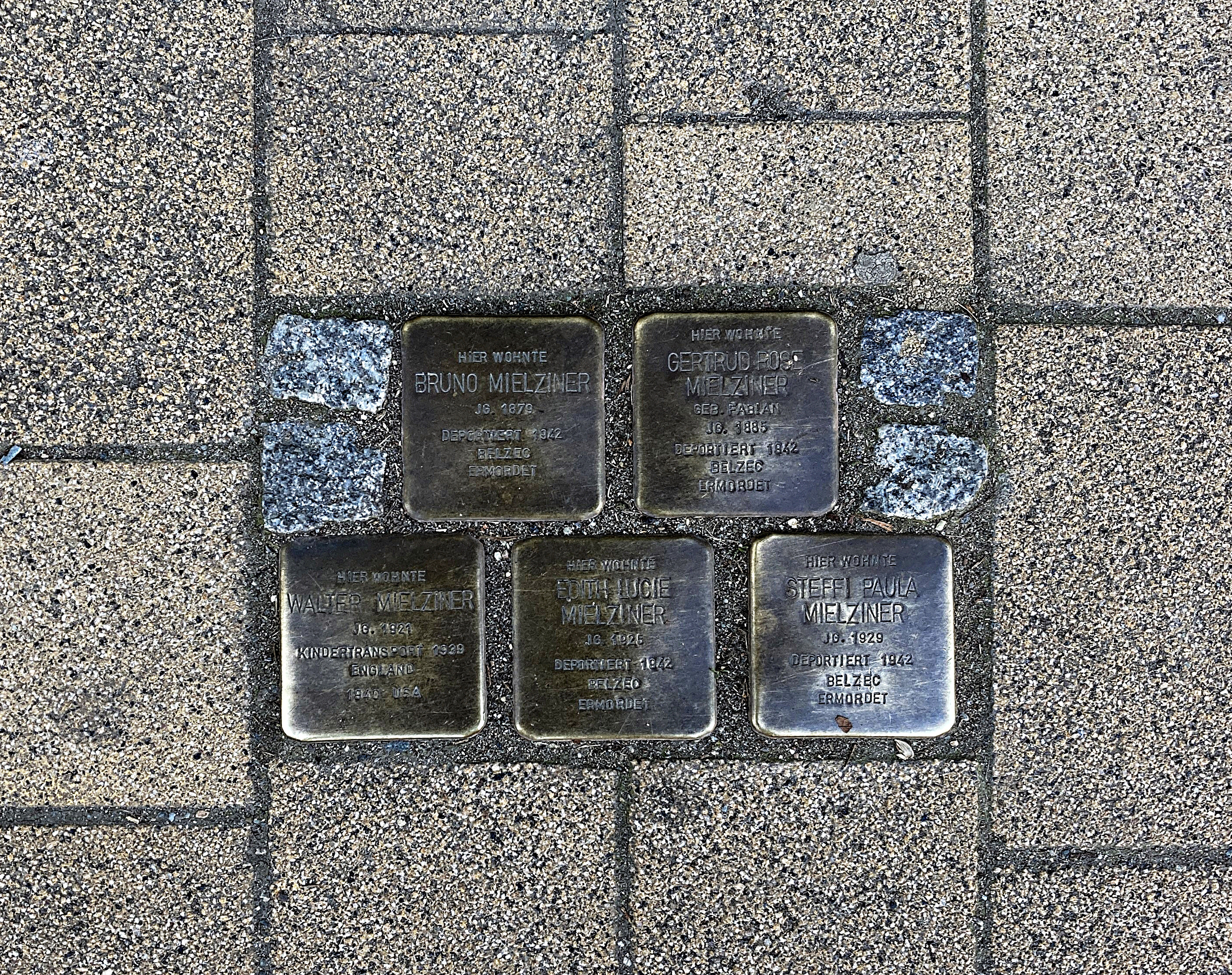
Stolpersteine in Markranstädt

Die Liste der Stolpersteine in Markranstädt enthält sämtliche Stolpersteine, die im Rahmen des gleichnamigen Kunst-Projektes von Gunter Demnig in Markranstädt im Landkreis Leipzig verlegt wurden. Bisher verlegte er bei zwei Terminen an beiden Standorten insgesamt sieben Stolpersteine.

## Hintergrund
Die 2014 verlegten Stolpersteine sind die erste Gedenkstätte für Juden aus Markranstädt, die Opfer des Nationalsozialismus wurden. Bei der Verlegung hielt Bürgermeister Jens Spiske eine Rede. Es waren auch Schüler einer neunten Klasse des Gymnasiums Markranstädt anwesend.
Für die Stolpersteine für Ehepaar Breslermann recherchierte Oliver Fritzsche mit Hilfe von Jörg Deventer vom Leibniz-Institut für jüdische Geschichte und Kultur – Simon-Dubnow. Die CDU Markranstädt hatte das Projekt initiiert.

## Verlegte Stolpersteine
In Markranstädt wurden bisher sieben Stolpersteine an zwei Adressen verlegt.
| Bild              | Inschrift | Standort                                    | Name, Leben |
| ----------------- | --- | ------------------------------------------- | --- |
| weitere Bilder \| | HIER WOHNTE DAVID CHAIM BRESLERMANN JG. 1898 FLUCHT 1939 BELGIEN INTERNIERT DRANCY DEPORTIERT 1942 ERMORDET IN AUSCHWITZ                 | Zwenkauer Straße 11 04420 Markranstädt Lage | David Chaim Breslermann (* 8. Oktober 1898 in Rowno, † im KZ Auschwitz), Kaufmann und Weinhändler, 1939 Flucht nach Berchem in Belgien, „am 10. oder 15. Mai 1940“ ins Internierungslager Saint-Cyprien deportiert, interniert im Sammellager Drancy, am 16. September 1942 gemeinsam mit seiner Frau deportiert ins KZ Auschwitz und ermordet |
| weitere Bilder \| | HIER WOHNTE RAHEL JETTY BRESLERMANN GEB. HILSENRATH JG. 1901 FLUCHT 1939 BELGIEN INTERNIERT DRANCY DEPORTIERT 1942 ERMORDET IN AUSCHWITZ | Zwenkauer Straße 11 04420 Markranstädt Lage | Rahel Jetty Breslermann, geb. Rosner (* 26. August 1901 in Kolomea, † im KZ Auschwitz), kam mit ihrer Herkunftsfamilie kurz vor oder während des Ersten Weltkriegs nach Leipzig |
| weitere Bilder \| | HIER WOHNTE BRUNO MIELZINER JG. 1879 DEPORTIERT 1942 BELZEC ERMORDET                                                                     | Leipziger Straße 13 04420 Markranstädt Lage | Bruno Mielziner (* 3. Dezember 1879 in Thorn), nach Ende des Ersten Weltkriegs nach Markranstädt gezogen, Inhaber des Warenhauses M. Joske & Co. mit einer Filiale in Leipzig-Plagwitz, mit der ganzen Familie (außer Walter) am 10. Mai 1942 deportiert ins Ghetto Belzyce und ermordet.                                                      |
| weitere Bilder \| | HIER WOHNTE EDITH LUCIE MIELZINER JG. 1925 DEPORTIERT 1942 BELZEC ERMORDET                                                               | Leipziger Straße 13 04420 Markranstädt Lage | Edith Lucie Mielziner (* 3. Mai 1925 in Leipzig), mit der ganzen Familie (außer Walter) am 10. Mai 1942 deportiert ins Ghetto Belzyce und ermordet. |
| weitere Bilder \| | HIER WOHNTE GERTRUD ROSE MIELZINER GEB. FABIAN JG. 1885 DEPORTIERT 1942 BELZEC ERMORDET                                                  | Leipziger Straße 13 04420 Markranstädt Lage | Rose Rosa Gertrud Mielziner, geb. Fabian (* 11. August 1885 in Glogau), mit der ganzen Familie (außer Walter) am 10. Mai 1942 deportiert ins Ghetto Belzyce und ermordet. |
| weitere Bilder \| | HIER WOHNTE STEFFI PAULA MIELZINER JG. 1929 DEPORTIERT 1942 BELZEC ERMORDET                                                              | Leipziger Straße 13 04420 Markranstädt Lage | Steffi Paula Mielziner (* 25. August 1928 in Leipzig), mit der ganzen Familie (außer Walter) am 10. Mai 1942 deportiert ins Ghetto Belzyce und ermordet. |
| weitere Bilder \| | HIER WOHNTE WALTER MIELZINER JG. 1921 KINDERTRANSPORT 1939 ENGLAND 1940 USA                                                              | Leipziger Straße 13 04420 Markranstädt Lage | Walter Mielziner, ging 1939 mit einem Kindertransport nach England und emigrierte 1940 in die USA, er besuchte Markranstädt im Jahr 1998. |

## Verlegedaten
- 5. Mai 2014: Leipziger Straße 13
- 26. Februar 2019: Zwenkauer Straße 11